# Château de Labro
Le château de Labro est situé sur le territoire d'Onet-le-Château, près de Rodez dans le département de l'Aveyron, en France.

## Localisation
Le château de Labro se situe 5 km au nord de Rodez, près d'Onet-le-Château, au bord d'une ancienne draille de transhumance menant d'Aubrac en Quercy. Son chemin d'accès depuis la draille présente à son extrémité un abreuvoir qui souligne la fonction pastorale des lieux[réf. souhaitée].

## Historique
Selon la date gravée sur la porte du logis et sur le cadran solaire à l'angle sud-est de l'édifice, sa construction remonte à 1519 alors que le seigneur des lieux est Anthoine Créato. La partie nord est remaniée entre les XVIe siècle et XVIIe siècle avant de revenir au chanoine Pierre de Borbotan en 1630. Le logis comporte alors deux ailes perpendiculaires. Labro change ensuite de propriétaire mais reste dans la famille Combes de Patris pendant tout le XVIIIe siècle. En 1811, le château est racheté par Pierre-Louis-Joseph Maynier, procureur du Roi au tribunal de Rodez et une nouvelle campagne de travaux s’ensuit.

## Architecture
Il ne reste du logis initial qu'une aile et la tour, toutes deux de style Renaissance et remaniées au XIXe siècle. Entre-temps la façade nord a bénéficié de l'adjonction ou de la modification des échauguettes. Au XIXe siècle, la tour reçoit un balcon avec porte-fenêtre, ornés d'un décor néo-gothique et des armes de la famille Maynier. La façade est est percée de nouvelles fenêtres et le toit doté de lucarnes à frontons triangulaires. Les communs et les dépendances sont aussi reconstruits : la grande grange n'apparaît pas encore au cadastre de 1811 et l'aile des communs nord porte la date de 1849[réf. souhaitée].

## Intérieur et mobilier
A l'intérieur, on remarque la cave voûtée et l’imposante cheminée de la cuisine. A l’étage, les cheminées et les boiseries du salon et des chambres relèvent du XIXe siècle et, sauf les canonnières des échauguettes et les portes chanfreinées en réemploi, rien n'évoque  l'état d'origine. Dans les combles deux types de charpentes réfèrent à deux époques de construction. Celle de partie nord, plus rudimentaire et assemblée par des chevilles de bois, est à arbalétriers croisés. Celle de la partie sud semble du XIXe siècle.

## Valorisation du patrimoine
Le château reçoit un restaurant successivement dirigé par dirigé par Mathieu Libourel, Mathieu Muratet, Rémi Nabailles ,.